# Yusufu Lule
Yusuf Lule Kironde (Kampala, 1912 - Londres, 21 de enero de 1985) fue presidente provisional de Uganda entre el 13 de abril y el 20 de junio de 1979.

## Biografía
Como líder del Frente de Liberación Nacional de Uganda (FLNU), Lule fue instalado como presidente por la vecina Tanzania, que había derrocado a Idi Amin con la ayuda del FLNU después de su fallido intento de anexar partes de Tanzania (ver Guerra entre Uganda y Tanzania). Lule fue el primero de una rápida sucesión de líderes de Uganda ante el eventual regreso de Milton Obote en 1980.
El gobierno de Lule adoptó un sistema ministerial de administración y creó un órgano cuasi parlamentario conocido como la Comisión Consultiva Nacional (NCC). El CCN y el gabinete Lule reflejaban puntos de vista políticos muy diferentes. En junio de 1979, a raíz de una disputa sobre el alcance de los poderes presidenciales, el NCC sustituyó a Lule con Godfrey Binaisa.
Fuera de la oficina, condujo a los Combatientes por la Libertad de Uganda (UFF), un grupo de resistencia que se unió al Ejército de Resistencia Popular (ERP) de Yoweri Museveni en 1981, formando el Ejército de Resistencia Nacional (ANR) que finalmente tuvo éxito en derrocar a  Tito Okello Lutwa y tomó el poder en 1986.
Lule, sin embargo, había muerto en 1985 a los 72 años, de insuficiencia renal.

## Vida personal
De religión musulmana, más tarde se convirtió al cristianismo, mientras estaba en el King's College Budo.